# Richard Duffy
Richard Michael Duffy (* 30. August 1985 in Swansea) ist ein walisischer Fußballspieler. Der 13-fache walisische Nationalspieler stand von 2004 bis 2009 fünf Jahre beim Erstligisten FC Portsmouth unter Vertrag, verbrachte einen Großteil seiner Zeit aber als Leihspieler bei unterklassigen Profiklubs, insbesondere bei Coventry City. Später spielte er längere Zeit für Exeter City, Port Vale und Notts County. Seit 2019 steht Duffy bei Kidsgrove Athletic aus Kidsgrove unter Vertrag.

## Karriere
Richard Duffy, dessen älterer Bruder Robert (* 1982) ebenfalls Profifußballer ist, kam 2001 als Trainee (dt. Auszubildender) zu Swansea City und gab bereits im Dezember desselben Jahres bei einer 1:4-Niederlage im FA Cup gegen Macclesfield Town im Alter von 16 Jahren und 99 Tagen sein Debüt im Profiteam. Eine Stressfraktur des Rückens sorgte für das vorzeitige Saisonende, zur Spielzeit 2002/03 erhielt er seinen ersten Profivertrag. Bis zu seinem Ligadebüt in der viertklassigen Football League Third Division verging dennoch ein weiteres Jahr, seinem Debüt am 30. August 2003 gegen Mansfield Town ließ er zwei Wochen später gegen Macclesfield seinen ersten Treffer im Profifußball folgen. Nach nur 18 Ligaeinsätzen für Swansea in der Hinrunde meldeten höherklassige Klubs Interesse am Außenverteidiger-Talent an. Der FC Portsmouth mit Trainer Harry Redknapp ließ sich den Wechsel im Wintertransferfenster etwa £300.000 kosten und sicherte sich so langfristig die Dienste Duffys. Bei Portsmouth gab er am letzten Spieltag der Saison 2003/04 sein Premier-League-Debüt bei einem 1:1-Unentschieden, dem ersten von nur zwei Pflichtspieleinsätzen während seines fünfjährigen Portsmouth-Aufenthalts.
In der Folgesaison wurde er zum Sammeln von Spielpraxis in die Football League Championship zunächst im September 2004 für zwei Monate an den FC Burnley verliehen und ab Ende Januar bis Saisonende an Coventry City, dem ersten von vier leihweisen Aufenthalten bei Coventry über die folgenden drei Jahre. Mit seiner Abgeklärtheit und seinem Positionsspiel überzeugte er bei Coventry derart, dass er am Saisonende von Nationaltrainer John Toshack erstmals zu einem Trainingslager der walisischen Nationalmannschaft eingeladen wurde. Zudem verlängerte Coventry unter Trainer Mick Adams die Leihe insgesamt zwei Mal. Sein Länderspieldebüt für Wales gab Duffy, der zuvor bereits für die walisischen Juniorenmannschaften gespielt hatte, am 17. August 2005 in einem torlosen Freundschaftsspiel gegen Slowenien. In den folgenden Monaten kam er auch zu vier Länderspielen im Rahmen der Qualifikation für die Weltmeisterschaft 2006, Wales hatte zu diesem Zeitpunkt aber bereits keine Chance mehr auf eine erfolgreiche Qualifikation. Bei Coventry gehörte er derweil zu den Stammkräften und beendete die Saison im oberen Tabellendrittel.
Zurück bei Portsmouth reichte es nur zu einem Einsatz im League Cup in der Frühphase der Saison, bevor er ab Oktober 2006 zunächst für zwei Monate erneut auf Leihbasis zu Coventry wechselte und die Rückrunde bei seinem Jugendklub Swansea City in der Football League One verbrachte. Seine Situation bei Portsmouth besserte sich derweil auch in der folgenden Spielzeit nicht. Ohne Chance auf Einsätze im Profiteam folgte im März 2008, neben seinem bislang letzten Länderspieleinsatz (2:0 gegen Luxemburg), seine vierte Leihphase bei Coventry, eine Muskelverletzung sorgte aber bereits nach zwei Einsätzen für das Saisonaus. Im letzten Jahr seines Vertrags bei Portsmouth spielte er weiterhin keine Rolle und im Februar 2009 wurde ihm schließlich ein vorzeitiger, ablösefreier Wechsel zum FC Millwall ermöglicht. Trotz zwölf Einsätzen für den Londoner Klub erhielt er zum Saisonende keinen neuen Vertrag und schloss sich nach einem erfolgreichen Probetraining dem Drittligakonkurrenten Exeter City an. Bei Exeter gehörte er in seiner ersten Saison zum Stammpersonal und kam auf allen Positionen der Abwehrreihe zum Einsatz, als er mit dem Aufsteiger knapp den Klassenerhalt sicherte. Bis zum Ende der Saison 2011/12 kam Duffy für Exeter auf über hundert Einsätze. 2012 wechselte er schließlich zu Port Vale, wo er innerhalb von vier Saisons über 130 spielte, bevor er 2016 zu Notts County wechselte. Dort blieb er bis 2019 und kam ebenfalls über hundert Mal zum Einsatz. 2019 folgte ein erneuter Wechsel zu dem kleinen Verein Kidsgrove Athletic aus Kidsgrove im Borough of Newcastle-under-Lyme.